# (14357) 1987 UR
1987 يو أر (ويعرف أيضًا باسم (14357) 1987 يو أر وفق تسمية الكوكب الصغير) (بالإنجليزية: 1987 UR)‏ هو كويكب ضمن حزام الكويكبات؛ وترتيبه 14357 من حيث الاكتشاف.
اكتُشف هذا الجُرم الفلكي بواسطة تاكيشي أوراتا ‏ في 22 أكتوبر 1987.

## وصلات خارجية
- (14357) 1987 UR في قاعدة بيانات مختبر الدفع النفاث لأجرام النظام الشمسي الصغيرة

- الاكتشاف · مخطط المدار ·  العناصر المدارية · المعلمات المادية

- (14357) 1987 UR على موقع ويكي سكاي: DSS2, SDSS, GALEX, IRAS, Hydrogen α, X-Ray, Astrophoto, Sky Map, Articles and images